# Bårbil

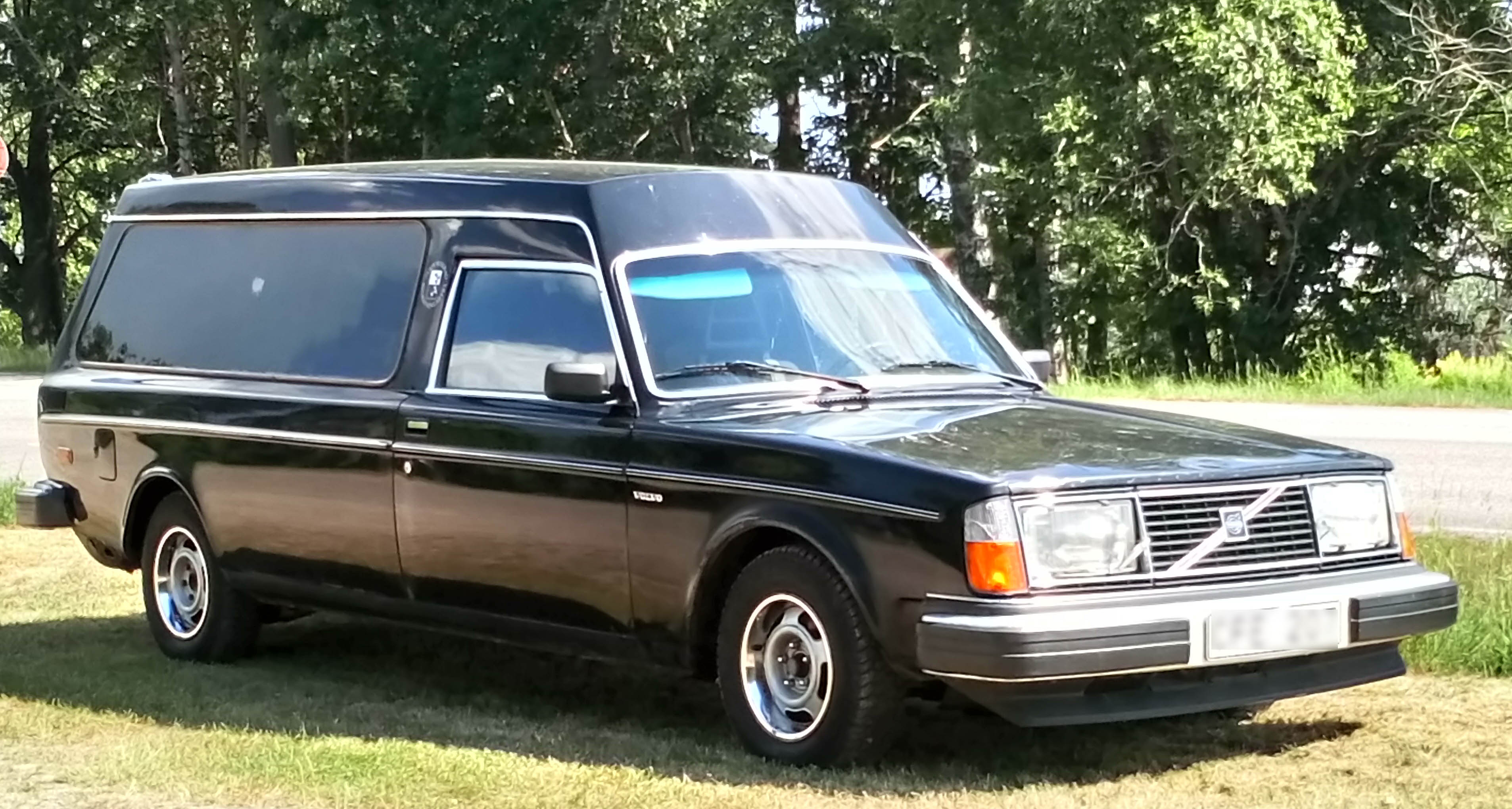
Volvo 240 som bårbil

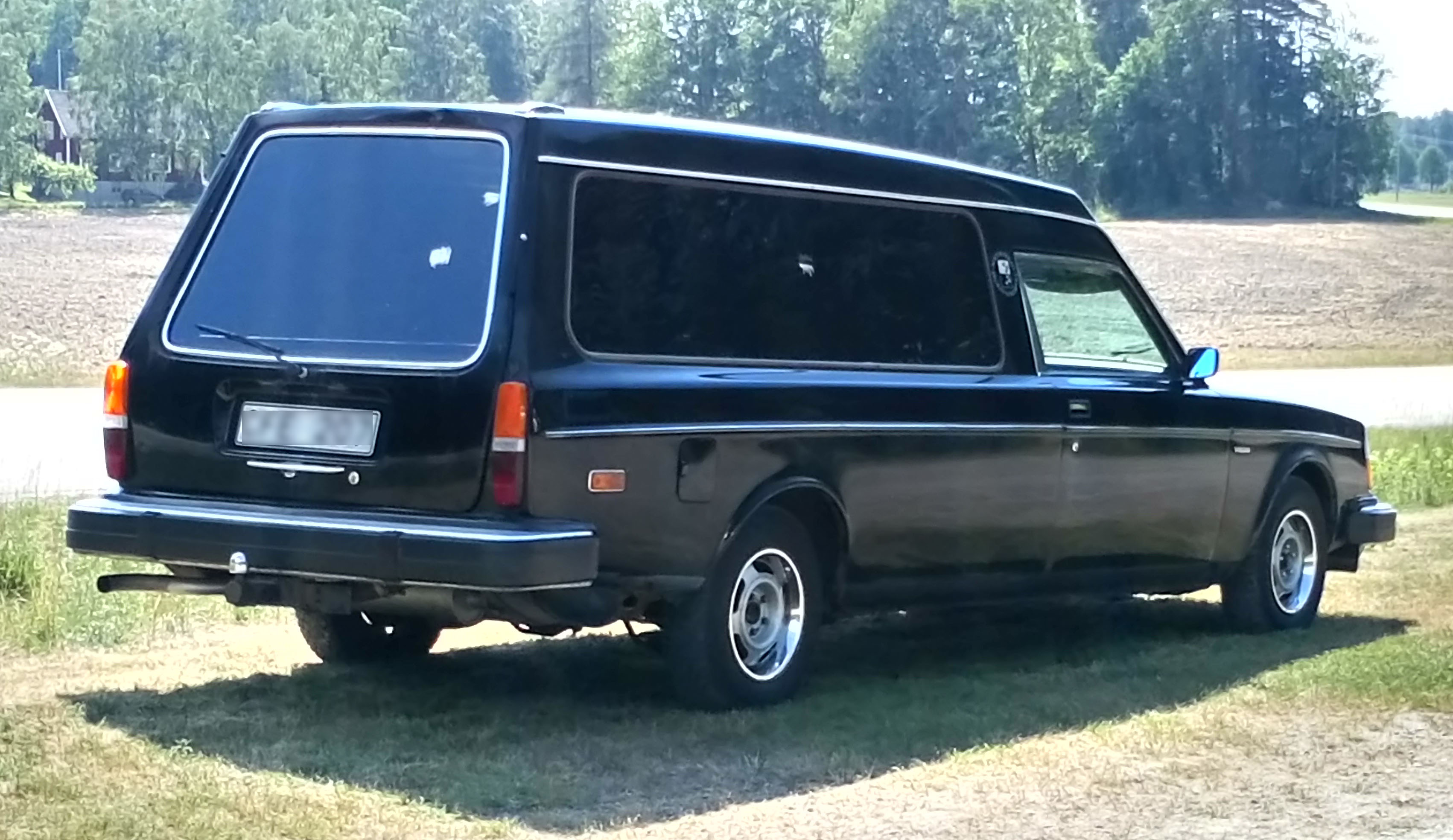
Volvo 240 som bårbil sedd bakifrån. Rutorna är ofta tonade. Ibland finns det även gardiner för att hindra insyn

En bårbil, även kallad likbil eller begravningsbil, är en bil som vanligtvis används för att köra avlidna människor i (med eller utan kista) till begravningsbyrå eller begravningsplatsen. Bilarna är oftast specialdesignade för ändamålet, bland annat tillverkas Volvobilar av denna sort av företag som specialiserat sig på detta. Bårbil kallades förr i tiden för politivagn eller likvagn. Förarna av bårbilarna kallas för bisättare.

### Fotnoter
1. ↑  Anders Hultman (12 december 2006). ”Nu rullar affärerna”. Svenska dagbladet. http://www.svd.se/nu-rullar-affarerna. Läst 20 juli 2016.